# Cantó d'Airvault
El cantó d'Airvault és un cantó francès del departament de Deux-Sèvres, situat al districte de Parthenay. Té 7 municipis i el cap és Airvault.

## Municipis
- Airvault
- Availles-Thouarsais
- Boussais
- Irais
- Marnes
- Saint-Généroux
- Saint-Jouin-de-Marnes

## Història
| Data d'elecció                           | Identitat           | Partit                     | Qualitat |
| ---------------------------------------- | ------------------- | -------------------------- | -------- |
| 1951-1976                                | Augustin Bordage    | Divers droite, després UDR |          |
| 1976-1982                                | Maurice Barret      | PS                         |          |
| 1982-2001                                | Henri Folliet       | UDF, després divers droite |          |
| 2001-                                    | Dominique Paquereau | EE                         |          |
| les dades anteriors no són pas conegudes |                     |                            |          |
|                                          |                     |                            |          |

## Demografia
| A partir de 1990: Població sense dobles comptes |